# 大丸組1形蒸気機関車
大丸組1形蒸気機関車（だいまるぐみ1がたじょうききかんしゃ）は、土木工事請負業者の大丸組が保有した蒸気機関車の1形式である。5両が存在した。

## 概要
鉄道院が品川沖埋め立て工事を実施する際に、土木工事を受注した大丸組がその土運用として、1911年8月にコッペル社の日本総代理店であった東京のオットー・ライメルス商会（Otto Reimers & Co.）を経由してオーレンシュタイン・ウント・コッペル-アルトゥール・コッペル（Orensteim & Koppel-Arthur Koppel A.-G.）社から5両を購入した、9t C型（0-6-0）ウェルタンク機である。
この品川沖埋め立て工事は品川駅の敷地拡張と当時拡張の限界に達していた新橋工場の移設用地を確保する目的のものであり、必要となる土砂の量が膨大であったことから複線の軌道を仮設し、常時4両稼働体制で土砂を迅速に輸送すべく購入されたものであった。
なお、この工事は大規模な機械化土工を本格採用した造成工事としては日本では最初期の事例の一つであり、多分に実験的な要素を備えていた。
それゆえ、1915年の工事完了後は大丸組ではこれらの機関車を持て余し、売却の手だてが取られた。結果、2両が草津軽便鉄道へ、1両が流山鉄道へ、1両が耶馬溪鉄道へ譲渡されている。
これらはそれぞれ草津軽便鉄道1・2、流山鉄道4、耶馬溪鉄道4となったが、草津と耶馬溪の3両はそれぞれ路線の電化と改軌で早期に廃車となり、唯一流山鉄道4のみが頸城鉄道（現：頸城自動車）に譲渡されて第二次世界大戦後も長く使用された。

## 構造
構造的にはコッペル社製機関車としては初期の設計の最終期グループに属し、煙室部が缶胴部より一段細く覆いのない、古い設計の飽和式煙管ボイラーを備えている。
加減弁はボイラー前面向かって左側の助手席側側面に取り付けられており、そこから弁室に蒸気管を導いていた。このため、蒸気ドームは比較的コンパクトな寸法となっており、加減弁を大きな蒸気ドーム内に内蔵し、そこから煙室を経由して弁室へボイラー内を通して蒸気管を導いていた井笠鉄道1形のような新設計グループのボイラーを備える機関車と比較した場合、弁が露出しているため整備は容易であったが、熱効率などの点ではやや不利な設計となっていた。
第1-3動軸間の軸距は700+700mm、主動輪は第3動輪で動輪は全て三日月形のカウンターウェイト付きのスポーク輪心を備え、弁装置として古風かつ特徴的な挙動を示すアラン式を採用していることと、台枠上に置かれた釣り合いばねに用いる重ね板ばねの上下方向が何故か通常と逆になっていることが本形式の外観上の特徴である。
また、台枠内に水タンクを内蔵するウェルタンク機であるため、運転台前方左右に突き出したタンク状の部分は機関士側が用具入れ、助手側が石炭庫であり、給水は機関士側ランボード上シリンダ直後に突き出した給水口から行う構造となっている。
弁装置こそ古風であったが、全般的な構成は当時のコッペル社の標準に従うものであり、シンプルかつ実用性の高い設計であった。

## 頸城鉄道2形

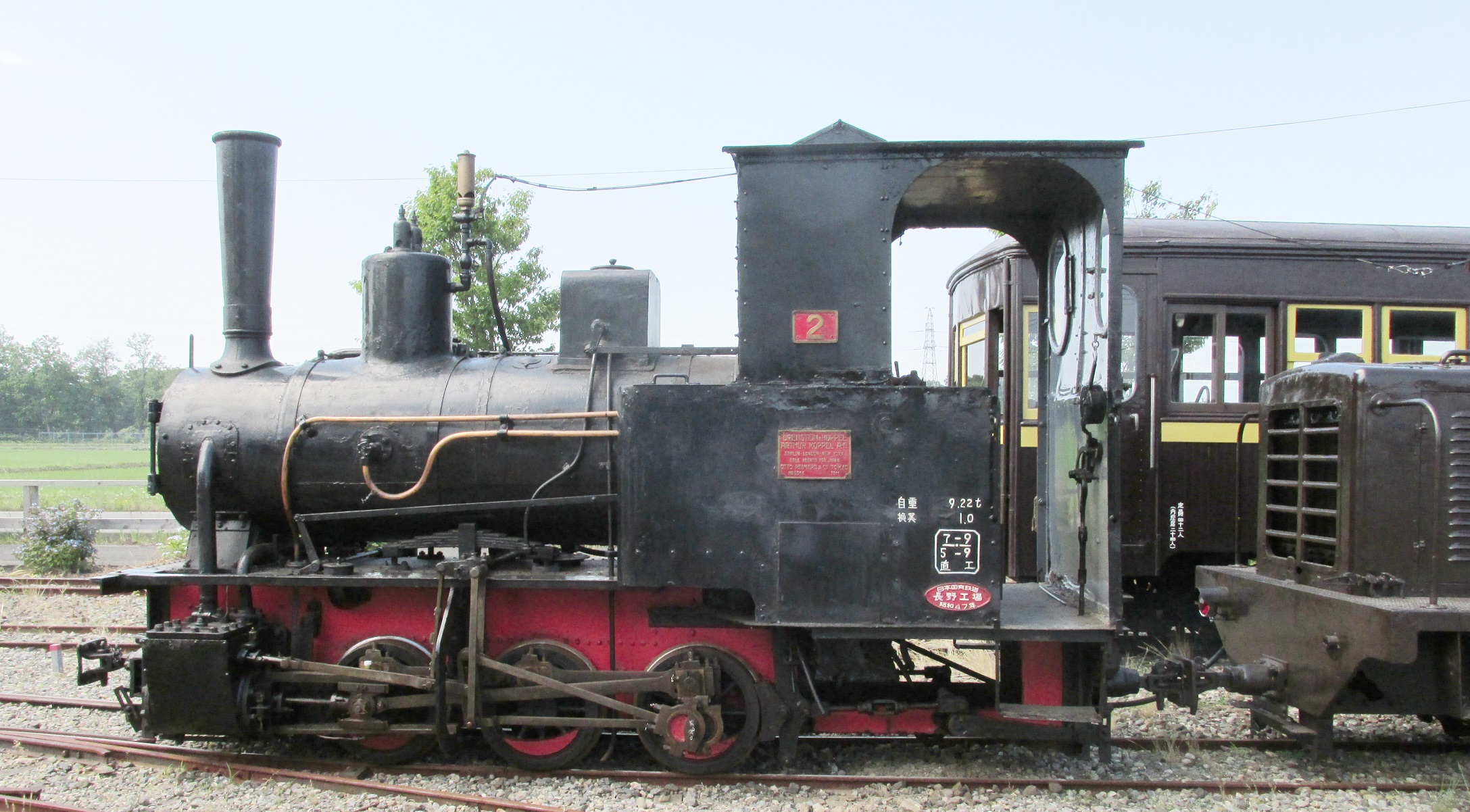
頸城鉄道（新）2号蒸気機関車（くびき野レールパーク保存車）。旧・大丸組4号機

本車は大丸組4（製番5044）に該当し、一旦流山鉄道に譲渡された後、頸城鉄道が開業時に用意した同じくコッペル製5t機の初代3との交換の形で1915年に購入、2代目3としたものである。
入線後、初代2が売却されたために繰り上げで2代目2となった。
9t級C型機で十分な牽引力を備え故障も少なかったことから、積雪の多い寒冷地での使用に対応して運転台側面への板引き戸の取り付け、前面窓へのヒサシ追加など小改造を加えつつ、入線後は頸城鉄道の主力機関車として長く重用された。
頸城鉄道に在籍した他の蒸気機関車は戦後2両がディーゼル機関車に改造されたが、本機はボイラーの調子が良好で馬力が強く、また脱線しにくいことなどから冬期の除雪用としてロータリー車やラッセル車の推進用としてDC123が十勝鉄道から譲受された後の1966年まで残され、この年の5月12日にお別れ運転を実施した後、ボイラ検査期限切れをもって同年9月に廃車となった。
路線廃止後は直江津の頸城自動車本社前にて静態保存されていたが、西武鉄道に貸与され、国鉄長野工場で整備の上、1972年6月2日より山口線で1形2「謙信」号として復活を遂げた。
1977年に台湾糖業公司より購入した5形蒸機（二代）の運行を開始したのを機に頸城自動車に返却され、現在はかつての百間町機関庫に開設された頸城鉄道資料館にて保存されている。

## 性能諸元
- 全長：4,893mm
- 全高：2,896mm
- 全幅：1,715mm
- 車軸配置：0-6-0 (C)
- 動輪直径：591mm
- 弁装置：外側アラン式
- シリンダー（直径×行程）：210mm×305mm
- ボイラー圧力：12.0kg/cm2
- 火格子面積：0.40m2
- 全伝熱面積：17.64m2
  - 煙管蒸発伝熱面積：15.12m2
  - 火室蒸発伝熱面積：2.52m2
- 小煙管（直径×長サ×数）：44mm×1959mm×62本
- 機関車運転整備重量：9.22t
- 機関車空車重量：8.05t
- 機関車動輪上重量（運転整備時）：3.05t
- 水タンク容量：0.70m3
- 燃料積載量：0.47m3
- 機関車性能

  - 動輪周馬力：50PS
- 制動機：手用